# Савман, Хюсню
Хюсню Савман (тур. Hüsnü Savman; 18 августа 1908 — 8 мая 1945, Стамбул) — турецкий футболист, играл на позиции защитника. Участник Летних Олимпийских игр 1936 года.

## Биография

### Клубная карьера
Всю футбольную карьеру играл за «Бешикташ». В составе «чёрных орлов» выиграл 6 раз Стамбульскую лигу и Национальный дивизион. Всего за «Бешикташ» сыграл в общей сложности 294 матча и забил 42 гола.

### Карьера в сборной
В составе сборной Турции принимал участие на олимпийском футбольном турнире 1936 года, где сыграл в матче со сборной Норвегии (0:4). Всего за сборную Турции сыграл 8 матчей и не отметился забитыми мячами.

### Смерть
Скоропостижно скончался 8 марта 1945 года в Стамбуле в возрасте 36 лет.

## Достижения
«Бешикташ»
- Победитель Стамбульской футбольной лиги (6) : 1933/34, 1938/39, 1939/40, 1940/41, 1941/42, 1942/43
- Победитель Национального дивизиона[англ.] (1): 1941